# 中国矿业大学（北京）
39°59′48″N 116°20′59″E / 39.996783°N 116.34961°E

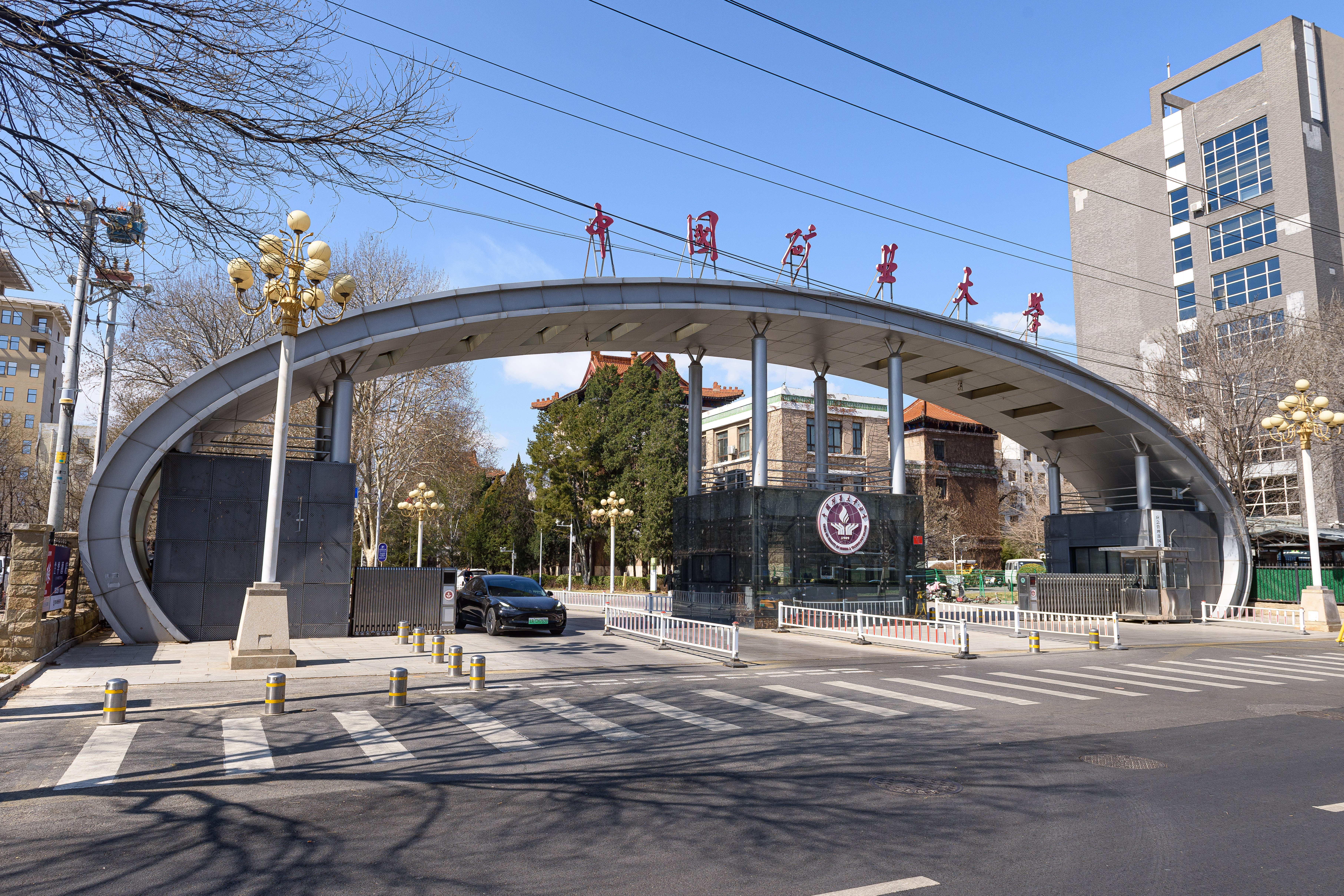
学院路校区东门

中国矿业大学（北京）位于北京市海淀区学院路，是在原中国矿业大学北京校区基础上发展起来的一所研究型大学，是中国211工程重点大学之一。
中国矿业大学（北京）与中国矿业大学（位于江苏徐州）为相对独立的两所高等学校，互不隶属，共同源于中国矿业大学，由于两地办学情况的特殊性，本条目所述以中国矿业大学（北京）为主，关于位于江苏徐州的中国矿业大学的详细信息，请参见中国矿业大学。

## 历史沿革

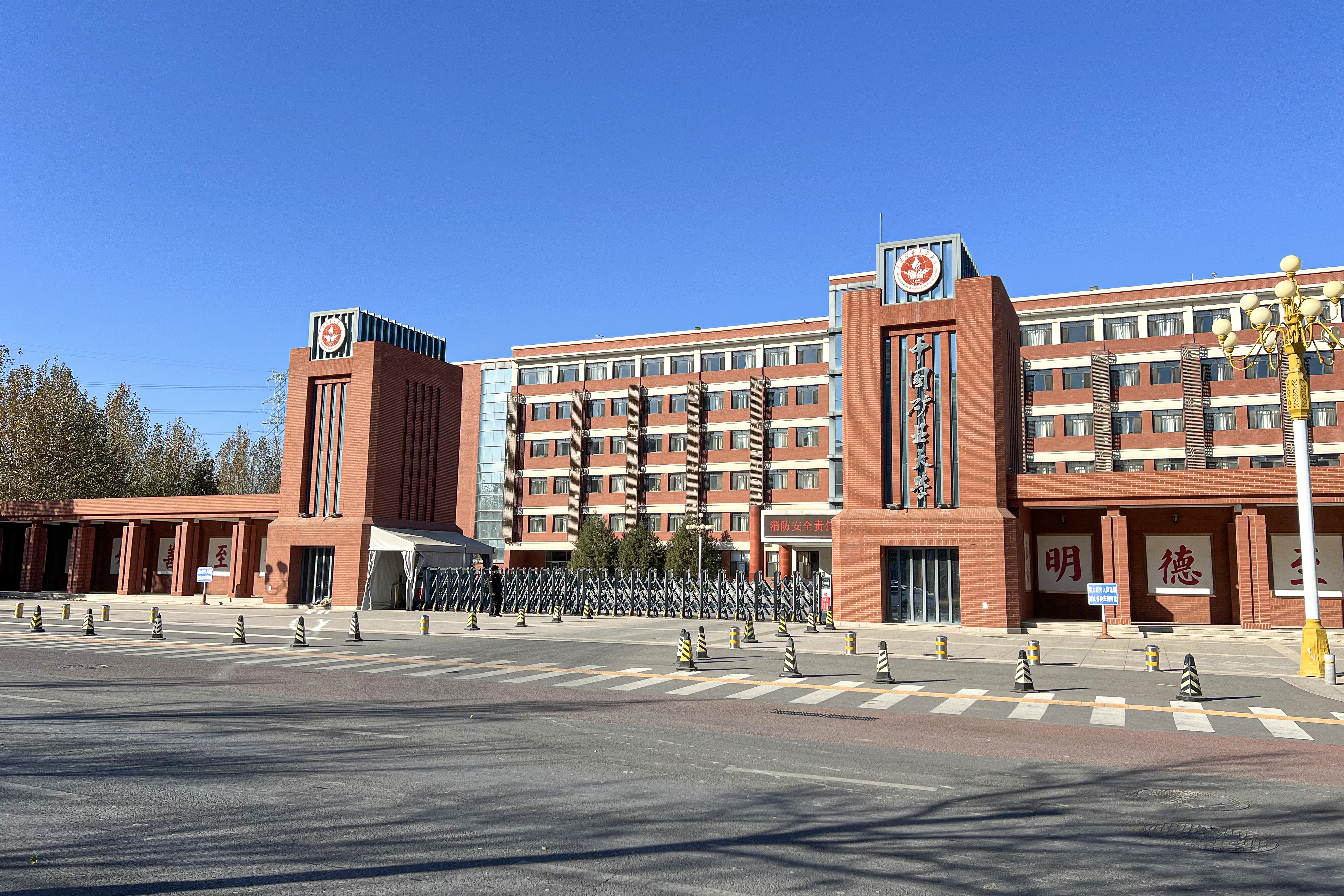
沙河校区正门

中国矿业大学的前身是创办于1909年的焦作路矿学堂。
1950年9月，焦作工学院根据中华人民共和国燃料工业部的通知，改名为中国矿业学院。1951年2月，学院迁往天津，清华大学、原北洋大学和原唐山交通大学的采矿系调整到该学院。1952年10月，学院迁往北京市。1953年10月，中国矿业学院改名为北京矿业学院，成为北京市海淀区学院路“八大学院”之一。
1970年文化大革命期间，北京矿业学院迁往四川省合川县（现重庆市合川区），改称四川矿业学院。北京原址设立留守处。1972年12月，经中华人民共和国国务院批准，北京语言学院成立，同时将原北京矿业学院校园土地划出10万平方米供北京语言学院使用。在此期间，学院的教学工作受到严重破坏。
1978年，学院迁到江苏省徐州市重建，恢复中国矿业学院的校名。这也就是中国矿业大学徐州校区的前身。
1978年11月15日煤炭工业部、教育部以(78)煤教字第1388号、(78)教计字1223号文，联合向方毅副总理和邓小平副主席报送《关于利用原北京矿业学院部分校舍招收研究生的请示报告》。1978年11月17日，方毅副总理批示，几位副总理圈阅，明确北京研究生部学生规模600人。1978年12月28日煤炭工业部以(78)煤教字第1600号文批复同意成立中国矿业学院北京研究生部，为正处级单位。
1986年3月22日煤炭工业部下文核定北京研究生部研究生600人，在职培训300人，总编制581人，批准扩建30460平方米，概算总投资2308万元。9月12日煤炭工业部下文明确研究生部主任、党委书记高配副厅级，其他干部、机构维持正处级不变。
1988年，中国矿业学院改名为中国矿业大学，1988年，邓小平亲笔为学校题写了校名。
1991年4月28日，中国统配煤矿总公司下文，明确北京研究生部按副地师级待遇进行管理。
1997年7月14日，国家教育委员会以教计(1997)71号文批复煤炭工业部，成立中国矿业大学（北京校区），仍属于中国矿业大学。
1998年，开始独立招收本科生。
1999年5月，中共中央总书记江泽民为学校建校90周年题词：“开拓创新，严谨治学，把中国矿业大学办成一流的能源科技大学。”
2000年2月12日，国家煤炭工业局撤销，中国矿业大学划转教育部直属管理。
2002年5月9日，中共教育部党组决定北京校区与徐州校本部党委分设。
2003年9月4日，教育部副部长吴启迪来校宣布，中国矿业大学北京、徐州两地校长分设。
2009年10月，中共中央总书记胡锦涛为学校百年校庆发来贺信。
2009年10月，教育部正式批文批准 中国矿业大学（北京），自此，中国矿业大学（北京）正式脱离中国矿业大学，除部分学科建设、院士资源仍在一起外，人事、财务等全部分开，成为两所高校。
2011年10月，中国矿业大学（北京）加入北京高科大学联盟。
2013年3月，中国矿业大学（北京）收购位于沙河高教园区南二街的北京外事研修学院和北京科技经营管理学院校园，将其辟作沙河校区。

## 国内排名
根据业内比较权威的研究机构高等教育观察(HER) 发布的2012中国大学排名，中国矿业大学（北京）排全国第49位。

## 所属大学联盟
- 北京学院路共同体
- 北京高科大学联盟

## 师资队伍
学校现有中国工程院院士6人。博士生导师145人，硕士生导师144人，68%以上的教师具有博士学位，95%的教师具有硕士以上学位。教师中有6人获国家杰出青年科学基金，3人被评为国家级有突出贡献的中青年专家，4人获中国青年科技奖，8人入选“新世纪百千万人才工程”国家级人选，2人被评为全国优秀教师，3人被评为北京市优秀教师， 6人荣获北京市高等学校教学名师奖，有教育部“长江学者”特聘教授1人和“创新团队发展计划”2个， 30人被列入教育部跨世纪、新世纪优秀人才支持计划，6人入选北京市科技新星计划。

## 校园环境

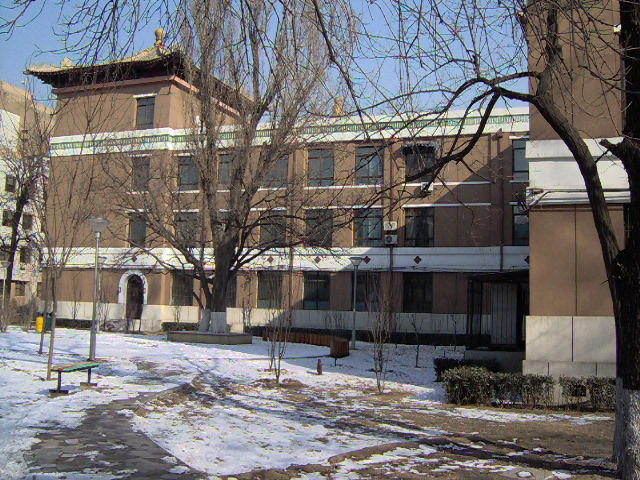
主建筑民族楼一角

中国矿业大学（北京）位于北京市海淀区学院路。1972年12月，经国务院批准，将原北京矿业学院校园划出10万平方米拨给北京语言学院使用。关于校园划界，采取从东向西划线、南北分割的办法，即从北京矿业学院主楼（后被北京语言学院拆毁）北侧马路南端至西边11号眷属宿舍楼北侧，从东向西基本拉直，此线以南的北京矿业学院房地产划归北京语言学院使用；此线以北的房地产仍归北京矿业学院留守处使用。到1973年1月底，拨给北京语言学院使用的北京矿业学院房地产移交或腾交完毕。于是就出现了两所学校共用一个校园的情况，中间竖起一堵墙，把两个学校分开。

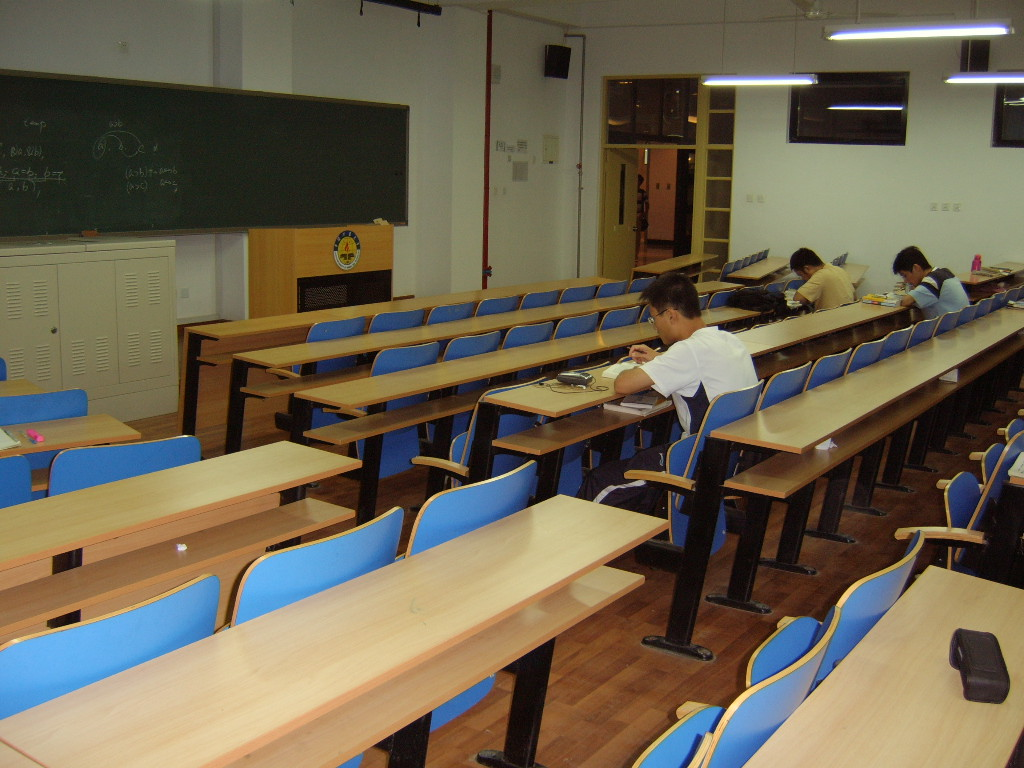
教学实验楼103教室

现在的中国矿业大学（北京）有两个校区：学院路校区坐落于北京市高校云集的海淀区学院路，占地面积24万平方米。沙河校区坐落于北京市昌平沙河高教区，面积13万平方米，是北京市校园面积最小的几所大学之一。图书馆现有独立馆舍 10062 平方米 ，拥有阅览座位近 1600 个，学校图书馆拥有藏书 79 万余册，电子图书 55 万册。
学校共有10座学生公寓，4个学生食堂，1座图书馆，1个铺有人工草皮和塑胶跑道的运动场，有民族楼、科技楼、教学实验楼、综合楼、理化楼、环保楼，机械楼和力建楼共8座教学楼。其中主建筑民族楼历史最为悠久，由著名建筑学家梁思成设计，和北京著名的友谊宾馆是姊妹楼。

## 校歌
校歌原为1934年秋教育家李敏修先生作词、张洪岛先生作曲的《焦作工学院校歌》。2009年7月10日，中国矿业大学在校庆倒计时100天迎百年校庆仪式上，核定此为中国矿业大学校歌，之后，中国矿业大学（北京）延用此校歌。

歌词如下：

|  | 太行之阳河水东， 莘莘学子救国重劳工。 源深流自远，物阜民用丰。 山葱葱，水溶溶， 努力，努力! 行健天同功。 |

## 交流合作
学校重视国际学术交流和科技合作，已与十几个国家的几十所高校和科研机构建立了学术交流和科技合作关系。1999年8月，学校成功举办了'99国际采矿科学与技术大会。2001年4月，第29届计算机在矿业中的应用（APCOM）国际学术会议在学校召开。2006年9月，成功举办了国际有机岩石学会（TSOP）第23届年会，这是该年会首次在中国和发展中国家召开。目前，学校已经与英国诺丁汉大学、美国宾州州立大学、美国西北太平洋国家实验室、俄罗斯莫斯科矿业大学、俄罗斯工程院、慕尼黑理工大学和澳大利亚联邦科学与工业研究组织等33所世界著名高校和科研院所建立了校际合作与交流关系。2006年学校启动了与美国宾州州立大学合作的“大学生科研训练交流计划”。目前学校已选派89名研究生参加“国家建设高水平大学公派研究生项目”，赴美国宾州州立大学、美国密歇根大学、柏林工业大学、巴黎第十一大学等国外知名高校进行联合培养或攻读博士学位。

## 组织机构

### 历任校长
- 谢和平 1998年－2003年（严格意义上是北京校区）
- 乔建永 2003年－2013年（作为学校，第一任校长）
- 杨仁树 2013年－2018年
- 葛世荣 2018年－2024年
- 刘波 2024年至今

### 学院设置
中国矿业大学（北京）现设有研究生院和11个学院，分别为：
- 研究生院
- 能源与矿业工程学院
- 应急管理与安全工程学院
- 地球科学与测绘工程学院
- 力学与建筑工程学院
- 机械与电气工程学院
- 人工智能学院
- 化学与环境工程学院
- 理学院
- 管理学院
- 文法学院
- 马克思主义学院（马院目前只有硕士研究生与博士研究生）
- 成人教育学院

## 国家重点学科
在2007年8月20日公布的最新国家重点学科名单中，中国矿业大学国家重点学科达到12个，分别为：

### 矿业工程一级学科及所属二级学科
- 采矿工程
- 矿物加工工程
- 安全技术及工程
- 资源开发与规划
- 洁净能源技术与工程
- 矿物材料工程
- 安全管理工程

### 其他非矿业工程二级学科
- 工程力学
- 电力电子与电力传动
- 岩土工程
- 矿产普查与勘探
- 机械设计及理论

## 国家重点实验室
- 煤炭资源与安全开采国家重点实验室
- 深部岩土力学与地下工程国家重点实验室

## 省部级重点实验室
- 煤炭资源教育部重点实验室
- 北京市岩石力学实验室
- 共伴生能源精准开采北京市重点实验室

## 省部级工程中心
- 国家煤矿水害防治工程研究中心
- 土地复垦中心
- 煤基浆体燃料工程中心

## 知名人物

### 两院院士
- 陈清如：中国工程院院士
- 钱鸣高：中国工程院院士
- 韩德馨：中国工程院院士
- 周世宁：中国工程院院士
- 谢和平：中国工程院院士
- 彭苏萍：中国工程院院士
- 刘炯天：中国工程院院士
- 何满潮：中国科学院院士
- 武强: 中国工程院院士
- 葛世荣: 中国工程院院士

### 知名校友
- 师昌绪
- 陈清泉
- 汪啸风
- 谢和平